# Front voor Nationale Renaissance

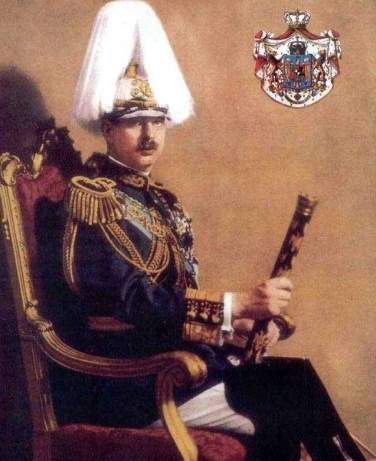
Koning Carol II

Het Front voor Nationale Renaissance (Roemeens: Frontul Renașterii Naționale), was een Roemeense politieke beweging.
In februari 1938 trok de Roemeense koning Carol II alle macht naar zich toe en vestigde een "Koninklijke Dictatuur," zoals ook al eerder in Bulgarije (1934, onder koning Boris III) en in Joegoslavië (1934, onder prins-regent Paul) was gebeurd. De koning benoemde Patriarch Miron Cristea van de Roemeens-orthodoxe Kerk tot premier. In de tussentijd werd een nieuwe, autoritaire grondwet uitgevaardigd die bepaalde dat alle politieke partijen werden verboden.
Op 15 december 1938 gaf koning Carol II de opdracht tot de oprichting van het Front voor Nationale Renaissance (FRN, Frontul Renașterii Naționale) als eenheidspartij. Aanvankelijk hoopte de koning dat bekende politici uit de (verboden) traditionele partijen, zoals Dinu Brătianu (PNL) en Iuliu Maniu (PNȚ), zich bij het FRN zouden aansluiten, maar dit gebeurde niet. Wel sloten jongere politici van Carols generatie, zich bij het FRN aan. De bekendste waren Armand Călinescu (PNȚ), Gheorghe Tătărescu (PNL) en Constantin Argetoianu (PC, PP, PNL). Ook veel legerofficieren sloten zich bij het FRN aan.
In januari 1939, enkele weken na de oprichting van het FRN telde de partij 3,5 miljoen leden en werd de eerste massapartij in de Roemeense geschiedenis.

## Ideologie
Het FRN was geen partij in de klassieke zin van het woord maar een "beweging" die alle Roemenen bijeen wilde brengen. Het FRN was tegen de traditionele politieke verdeeldheid in Roemenië. Het FRN was nationalistisch en benadrukte de grootsheid van het Roemeense volk. Daarnaast benadrukte het front het orthodox-christelijke karakter van de Roemenen. Het front was antisemitisch, maar was geen voorstander van een rassenpolitiek zoals in nazi-Duitsland. Het spreekt voor zich dat de partij monarchistisch was en de "Koninklijke Dictatuur" van Carol II steunde, daar de koning zelf het startsein had gegeven tot oprichting van het front.
De buitenlandse politiek die de regeringen van het FRN volgden was traditioneel Roemeens: pro-Engels en pro-Frans en gericht tegen de toenemende invloed van Duitsland in Roemenië. Het kabinet van premier Armand Călinescu richtte zich in september 1939 - aldus de IJzeren Garde - tot de Britse geheime diensten om de olievelden in Prahova in brand te steken om zo te voorkomen dat de Duitsers er gebruik van zouden kunnen maken. Er is geen serieuze reden om aan dit verhaal te twijfelen daar het in de lijn van het buitenlandse beleid van de koning en kabinet lag.

## Partij van de Natie
Het in Moskou tussen Duitsland en de Sovjet-Unie gesloten Molotov-Ribbentroppact (1939) bezegelde het lot van Groot-Roemenië. Roemenië zag zich gedwongen om Bessarabië en Noord-Boekovina aan de Sovjet-Unie af te staan (juni 1940) en het noordelijke deel van Transsylvanië (Zevenburgen) aan de Hongarije (augustus 1940). Tijdens deze tumultueuze ontwikkelingen daalde het aanzien van de politiek daar de achtereenvolgende FRN-regeringen Tătărescu (24 november 1939 - 4 juli 1940) en Gigurtu (4 juli - 4 september 1940) zonder veel protest de stukken land "weggaven" en het FRN werd ontbonden en vervangen door de Partij van de Natie (PN, Partidul Națiunii). Premier Gigurtu voerde een antisemitische campagne voerde rassenwetten door naar voorbeeld van de Wetten van Neurenberg in nazi-Duitsland. Hij nam tevens leden van de IJzeren Garde op in de regering (Horia Sima, de leider "Căpitanul" van de IJzeren Garde werd staatssecretaris in de nieuwe regering). Gigurtu ging ook plotseling een pro-Duitse buitenlandse politiek voeren. Deze maatregelen, bedoeld om Duitse steun te verwerven tegen de Sovjet-Russische agressie was tevergeefs. De bevolking protesteerde en Duitsland vond de plotselinge ommezwaai in de Roemeense politiek ongeloofwaardig. Op 4 september 1940 benoemde koning Carol II maarschalk Ion Antonescu tot premier. Hij schafte de PN af en dwong de koning op 6 september tot aftreden ten gunste van zijn negentienjarige zoon, Kroonprins Michaël. Antonescu vormde een Nationaal-Legionaire Regering met de IJzeren Garde en riep zich op 14 september 1940 uit tot Conducator. Zie voorts: Roemenië in de Tweede Wereldoorlog.